# Ржищев (Волынская область)
Ржищев (укр. Ржищів) — село на Украине, находится в Марьяновской поселковой общине Луцкого района Волынской области.
Код КОАТУУ — 0720880803. Население по переписи 2001 года составляет 584 человека. Почтовый индекс — 45771. Телефонный код — 3379. Занимает площадь 12,02 км².